# الی کارتر
آلیستر کارتر (انگلیسی: Allister Carter؛ زادهٔ ۲۵ ژوئیهٔ ۱۹۷۹) یا غالباً به صورت مختصر اَلی کارتر(Ali Carter)، اسنوکرباز اهل انگلستان است. او دو نایب‌قهرمانی جهان را در سالهای ۲۰۰۸ و ۲۰۱۲ در کارنامه دارد که در هر دوی این مسابقات در فینال مغلوب رونی اسالیوان شده‌است.
او شش عنوان رنکینگ را به دست آورده‌است و برای مدت کوتاهی در رده‌بندی جهانی در سال ۲۰۱۰ به رتبه دوم رسیده‌است.  نام مستعار او «کاپیتان» به دلیل سرگرمی او در خلبانی هواپیما به او نسبت داده شده‌است.

## مشکلات سلامتی
در سال ۲۰۰۳، تشخیص داده شد که کارتر مبتلا به بیماری کرون است. او تا حدی این را با محدود کردن لبنیات و گندم/گلوتن در رژیم غذایی خود کنترل کرده‌است.
در ۱ ژوئیه ۲۰۱۳، اعلام شد که کارتر به سرطان بیضه مبتلا شده‌است او یک روز بعد تحت عمل جراحی قرار گرفت و به او توصیه شد که یک ماه استراحت کند. در ۱۹ ژوئیه ۲۰۱۳، او در صفحه توییتر خود اعلام کرد که همه روبه‌راه است و در ماه سپتامبر کار خود را در مسابقات مسترز شانگهای از سر خواهد گرفت. او در آوریل ۲۰۱۴ اعلام کرد که شش ماه تا یک سال از اسنوکر دوری خواهد کرد، اما به دلیل نیاز به بازپس‌گیری جایگاهش در جمع ۱۶ بازیکن برتر رنکینگ جهانی، این امکان وجود نداشت. یک ماه بعد، سازمان جهانی اسنوکر اعلام کرد که کارتر به سرطان ریه مبتلا شده‌است و برای دریافت یک دوره شیمی درمانی فشرده از ورزش دوری خواهد کرد. او در اوت ۲۰۱۴ این تومور ثانویه (نتیجه متاستاز سرطان بیضه) را با جراحی با موفقیت درمان کرد و در ماه اکتبر در مسابقات جام جنرال (General Cup)به مسابقات جهانی اسنوکر بازگشت که حتی برنده آن تورنومنت نیز شد.